# Typhlocyba diaphana
Typhlocyba diaphana är en insektsart som först beskrevs av Gmelin 1789.  Typhlocyba diaphana ingår i släktet Typhlocyba och familjen dvärgstritar. Inga underarter finns listade i Catalogue of Life.